# لیونل ماتیس
لیونل ماتیس (انگلیسی: Lionel Mathis؛ زادهٔ ۴ اکتبر ۱۹۸۱) بازیکن فوتبال اهل فرانسه است که در پست هافبک بازی می‌کند.
از باشگاه‌هایی که در آن بازی کرده‌است می‌توان به باشگاه فوتبال گنگام، باشگاه فوتبال اوسر، و باشگاه فوتبال سوشو اشاره کرد.
وی همچنین در تیم‌های ملی فوتبال زیر ۱۹ سال فرانسه و زیر ۲۱ سال فرانسه بازی کرده‌است.